# Agneta Lindskog
Agneta Lindskog (Estocolmo, 25 de abril de 1953) es una deportista sueca que compitió en luge. Ganó una medalla de plata en el Campeonato Europeo de Luge de 1976, en la prueba individual.

## Palmarés internacional
| Campeonato Europeo | Campeonato Europeo    | Campeonato Europeo | Campeonato Europeo |
| Año                | Lugar                 | Medalla            | Prueba             |
| ------------------ | --------------------- | ------------------ | ------------------ |
| 1976               | Hammarstrand (Suecia) | Medalla de plata   | Individual         |